# Christian Wörns
Christian Wörns (Mannheim, 10 de Maio de 1972) é um ex-futebolista profissional alemão, que atuava como zagueiro.

## Carreira
Christian Wörns se profissionalizou no Waldhof Mannheim, em 1989.

## Seleção
Christian Wörns integrou a Seleção Alemã de Futebol na Copa das Confederações de 1999.

## Títulos
Bayer Leverkusen
- Copa da Alemanha: 1993

Borussia Dortmund
- Campeonato Alemão: 2002